# Braydon Hobbs
Braydon Alexander Hobbs (New Albany, 17 maggio 1989) è un cestista statunitense, professionista in Europa e Australia.

## Carriera

### College
Trascorre gli anni del college alla Bellarmine University, militante nella NCAA Division II, di cui è campione nel 2011 e NABC Player of the Year nel 2012. Nel corso dei quattro anni ha vinto anche numerosi premi a livello di Conference (Great Lakes Valley Conference), come il titolo di Freshman of the Year nel 2009 e Player of the Year nel 2012, oltre ad essere nominato due volte nel Third-team (2009, 2010), due volte nel First-team (2011, 2012) e una nell'All-Defensive Team (2012).

### Australia e Spagna (2012-2013)
Appena finito il college, il 17 maggio 2012, firma in Australia, con i Mackay Meteors, squadra militante nella Queensland Basketball League, campionato estivo semi-professionistico, di cui è campione e leader nel tiro da tre con una percentuale del 44,11%. Terminato il campionato, ad agosto, Hobbs firma nella LEB spagnola, dove, con il Cáceres Ciudad del Baloncesto, viaggia a 7,1 punti a partita.

### Ritorno in Australia e Ungheria (2013-2014)
Nel maggio del 2013 fa il suo ritorno nella QBL, questa volta con i Gladstone Port City Power. A fine stagione, con 22,3 punti (ancora una volta primo nella percentuale dei tiri da tre col 45,69%) e 6 assist (primo anche in questa statistica) riceve la nomina per l'All-league Team. Terminato il campionato si trasferisce in Ungheria con l'Albacomp Kosárlabda Csapat, in cui gioca a 9,1 punti di media ed esordisce in Eurocup.

### Germania, Nürnberger (2014-2015)
Per la stagione successiva passa nella ProA, secondo livello professionistico in Germania, con il Nürnberger Basketball Club. A fine stagione riceve il titolo di MVP.

### Secondo ritorno in Australia e Gießen 46ers (2015-2016)
Ad aprile 2015 ritorna nella QBL con i Mackay Meteors, con cui bissa la vittoria del campionato del 2012 e viene nominato MVP delle finali, oltre ad entrare nuovamente nella All-League Team, grazie anche ai 14,7 punti di media. Nell'estate del 2015 approda poi nella Basketball Bundesliga tedesca con i Gießen 46ers. Qui nelle 34 partite giocate viaggia a 10,5 punti di media.

### Basketball Ulm (2016-2017)
Nella stagione 2016-2017 rimane nella massima serie tedesca e firma per il Basketball Ulm. In Eurocup nella Top 16, nonostante le 6 sconfitte su 6 partite giocate dalla squadra, si mette in mostra nel tiro da tre, risultando il più preciso della fase (63,64%).

### Bayern Monaco (2017-2019)
Il 4 luglio 2017 il Bayern Monaco annuncia la firma di un biennale da parte di Hobbs. Con i bavaresi vince due volte la B-Bundesliga, una volta la Coppa di Germania e ha la possibilità di esordire in Eurolega.

### EWE Oldenburg (2019-)
Il 1º luglio 2019 firma con l'EWE Basketball Oldenburg, ancora in Germania.

## Palmarès
- Campionato tedesco: 2

Bayern Monaco: 2017-18, 2018-19
- Coppa di Germania: 1

Bayern Monaco: 2018